# Bamberger Tortur
Die Bamberger Tortur war eine im Hochstift Bamberg erfundene und angewandte Foltermethode in der frühen Neuzeit bis in das 17. Jahrhundert, die als eine milde Art der peinlichen Befragung galt.
Die im ganzen Heiligen Römischen Reich praktizierte Folter war Teil des Rechtswesens und sollte erst dann eingesetzt werden, wenn zuvor weder durch ein Geständnis, das Urgicht genannt wurde, noch durch die Verfahrensmethode der Beweisung der Angeklagte hatte überführt werden können. Außerdem musste ein dringender Tatverdacht vorliegen. Die peinliche Befragung konnte also nicht willkürlich eingesetzt werden. Der Beschuldigte wurde mit nacktem Rücken auf einen hölzernen Bock gefesselt und dann bei der Vernehmung mit einer Rute, Karbatsche oder Peitsche ausgepeitscht oder vom Richter mit einem Stock geschlagen.